# Middelnederlandsch Woordenboek
Het Middelnederlandsch Woordenboek (MNW) is een elfdelig woordenboek met uitsluitend lemmata uit de Middelnederlandse taal.

## Het MNW
De eerste negen delen zijn het levenswerk van dr. Jacob Verdam (1845-1919), begonnen door Eelco Verwijs (1830-1880) en door Frederik August Stoett (1863-1936) voltooid in 1926-1927. 
Een tiende deel (Bouwstoffen) werd door Willem De Vreese (1869-1938) bewerkt en voortgezet door Gerard Isaac Lieftinck (1902-1994). Anton Albert Beekman (1854-1947) breidde de reeks uit met een elfde deel over de wateren van Nederland. 
Het eerste deel verscheen in 1882 en het laatste in 1941 en het werd uitgegeven door Martinus Nijhoff in Den Haag.
Het Middelnederlands is het Nederlands dat van de dertiende tot de zestiende eeuw gesproken werd in het gebied dat ongeveer samenvalt met het huidige Nederland en Vlaanderen, of preciezer: het Nederlandstalige deel van België en Frans-Vlaanderen. De lemmata zijn (waar deze gegevens voorhanden zijn) voorzien van een verklaring (en/of hertaling in modern Nederlands), een aanhaling uit de bron(nen) waarin het lemma voorkomt en vaak ook van een etymologische uitleg.

## Andere Middeleeuwse woordenboeken
Een Middelnederlands Handwoordenboek verscheen in 1911, ook van de hand van Verdam. Dit werd in 1932 herdrukt, waarbij het vanaf het lemma "sterne" opnieuw bewerkt was door C.H. Ebbinge Wubben (1874-1939). Het woordenboek werd in 1998 ook op cd-rom uitgegeven, samen met het ambtelijke en literaire Corpus Gysseling en een uitgebreide collectie Middelnederlandse rijm- en prozateksten. De inhoud van deze cd-rom is inmiddels vrij toegankelijk voor belangstellenden.
Meer recent werd ook het Vroegmiddelnederlands Woordenboek (VMNW) door het Instituut voor Nederlandse Lexicologie (INL) uitgegeven, dit spitst zich in het bijzonder toe op het dertiende-eeuwse Nederlands.